# Saint-Julien-de-Bourdeilles
Saint-Julien-de-Bourdeilles (Okzitanisch Sent Julia de Bordelha) ist eine Ortschaft und eine ehemalige französische Gemeinde mit 93 Einwohnern (Stand: 1. Januar 2022) im Norden des Départements Dordogne in der Region Nouvelle-Aquitaine. Sie gehörte zum Arrondissement Périgueux und zum Kanton Brantôme.

## Etymologie
Der Ortsname Saint-Julien-de-Bourdeilles, okzitanisch Sent Julia de Bordelha, leitet sich ab von Julianus von Brioude, einem christlichen Märtyrer, der um 304 in Brioude hingerichtet wurde. Der Zusatz bezieht sich auf Bourdeilles, die weitaus bedeutendere Nachbargemeinde im Süden.

## Geographie

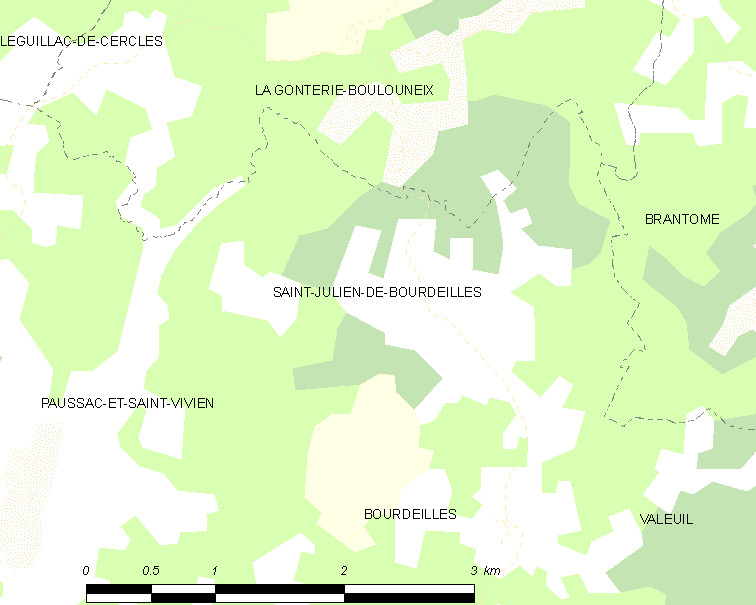
Lagekarte von Saint-Julien-de-Bourdeilles

Saint-Julien-de-Bourdeilles liegt 5 Kilometer westlich von Brantôme und 22 Kilometer nordnordwestlich von Périgueux.
Die ehemalige Gemeinde wird von folgenden Nachbargemeinden umringt:
|                         | La Gonterie-Boulouneix (Commune déléguée innerhalb von Brantôme en Périgord) |                                                                |
| Paussac-et-Saint-Vivien | Kompassrose, die auf Nachbargemeinden zeigt                                  | Brantôme (Commune déléguée innerhalb von Brantôme en Périgord) |
|                         | Bourdeilles                                                                  |                                                                |

Die ehemalige Gemeinde setzt sich aus folgenden Geländepunkten, Weilern und einer Mühle zusammen:
Barneuil, Bas Puy, Burdy, Lac de Lacaux, Lafaye, Laforest, Le Moulin de Lafaye, Le Trou de la Chèvre, Les Bost, Les Boudets, Les Quatre Fonts, Les Rudeaux, Les Vignasses und Maison Neuve.
Der topographisch tiefstgelegene Punkt mit 100 Metern über dem Meer liegt am  Boulou im Südwesten des Gemeindegebietes. Die Maximalhöhe mit 202 Meter wird in zwei Punkten erreicht, welche im Nordosten nahe der Ruinen von Laforest zu liegen kommen. Der maximale Höhenunterschied beträgt somit 102 Meter mit einer durchschnittlichen Höhenlage von 151 Meter. Das Rathaus befindet sich auf 175 Meter.

### Verkehrsanbindung
Saint-Julien-de-Bourdeilles liegt abseits sämtlicher größerer Verkehrsachsen. Der Ortskern kann nur über Kommunalstraßen erreicht werden. Hauptzugangswege sind die D 78 und ihre Verlängerung, die D 106 E2. Diese beiden Départementsstraßen verlaufen im Tal der Dronne und verbinden Brantôme mit Bourdeilles. Mehrere Abzweige führen aus dem Dronnetal heraus hinauf nach Saint-Julien-de-Bourdeilles. Die befahrendsten Abzweige erfolgen südlich von Moulin de Grenier und von Bourdeilles aus. Aber auch über Les Andrivaux und La Forge du Diable via Gueyzat besteht eine Verbindung zum Ortskern. Vom Ortskern gehen drei Kommunalstraßen aus. Einmal nach Westen hinunter zum Boulou und weiter nach Paussac. Nach Norden hinab zum Belaygue, über Boulouneix hinauf nach La Gonterie und weiter zur D 939 von Brantôme nach Angoulême. Und schließlich nach Nordosten in das Gemeindegebiet von Brantôme und dann ebenfalls weiter zur D 939.

### Fernwanderweg
Das Gemeindegebiet wird im Nordosten und Nordwesten vom Fernwanderweg GR 36 durchzogen, welcher dem Lauf des Belaygues folgt.

## Hydrographie
Die Westgrenze von Saint-Julien-de-Bourdeilles wird vom nach Süden abfließenden Boulou gebildet. Der Boulou trennt hier Saint-Julien-de-Bourdeilles von Paussac-et-Saint-Vivien. Im Nordwesten erreicht das Gemeindegebiet den Belaygue, einen linken Nebenfluss des Boulous. Der Belaygue bildet die Gemeindegrenze zu La Gonterie-Boulouneix. Südlich des Ortskerns entspringt ein kleines, nach Westen ziehendes Trockental, das südwestlich von Barneuil linksseitig in den Boulou mündet. Ein weiteres Trockental entspringt an der Ostgrenze bei Maison Neuve und zieht nach Osten hinab zur Dronne und mündet dort rechtsseitig bei Moulin de Grenier.
Der Boulou und seine Seitenarme gehören zum Flusssystem Isle-Dronne.

## Geologie

Geologische Karte der Großgemeinde Brantôme en Périgord, in der Mitte links das Gebiet der ehemaligen Gemeinde Saint-Julien-de-Bourdeilles

Saint-Julien-de-Bourdeilles liegt vollständig auf flachliegenden Sedimenten des nördlichen Aquitanischen Beckens, der Schichtverband gehört zur Gout-Rossignol-Léguillac-Synklinale, dem zweiten Synklinalzug des Beckenrandes.
Die ehemalige Gemeinde wird aber auch stellenweise, insbesondere in Hochlagen, von tertiären Lockersedimenten abgedeckt.
Die aufgeschlossene Sedimentfolge aus der Oberkreide reicht vom Oberturon bis zum Untersanton. Das Oberturon bzw. Oberes Angoumien (Formation c3c) ist ein relativ weicher Rudistenkalk, der gerade noch an der Ostgrenze bei Maison Neuve angetroffen wird. Darüber folgen die harten Fossilkalke des Coniaciums (Formation c4). Sie sind flächenmäßig am bedeutendsten und unterlagern auch den Ortskern. Das Untersanton (Formation c5a) steht am Höhenrücken südlich des Ortskerns an. Es besteht aus grauen, plattigen, glaukonithaltigen Kalken.
Die tertiären Lockersedimente nehmen die Höhenlagen um die beiden höchsten Punkte im Nordosten ein. In höchster Position findet sich ein kleiner Rest von pliozänem bis altpleistozänem Plateaualluvium (Formation Fs). Darunter liegt pleistozänes Kolluvium, zum Großteil Flussschotter – Formationen AC und ACF.
Würmzeitlicher Hangschutt aus Kalkbruchstücken (Formation GP) findet sich etwas nördlich des Ortskerns. Während der Würm-Kaltzeit wurde in den beiden Trockentälern außerdem Kolluvium abgesetzt (Formation CF-c) – eine Mischung von tonreichen Sanden mit Oberkreidefragmenten.
Die Talungen des Boulous und des Belaygues werden von holozänem Alluvium verfüllt (Formation K).
Gegenüber dem regionalen Einfallen von rund 10 bis 5° nach Südwest zeigen die Oberkreideschichten in Saint-Julien-de-Bourdeilles Abweichungen, so sind sie flach gegen Nordost, aber auch gegen Nordwest geneigt. Möglicherweise machen sich hier noch die Auswirkungen der weiter nordwärts durchziehenden Mareuil-Störung (zu sehen beispielsweise bei Belaygue) bemerkbar.

## Ökologie

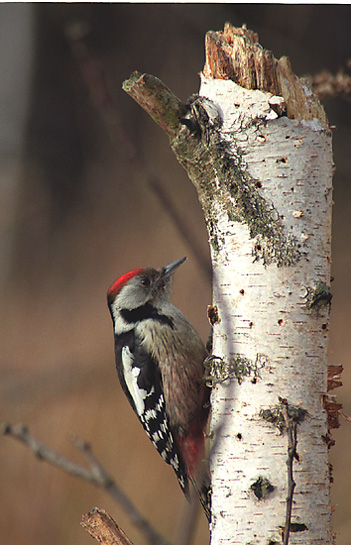
Mittelspecht (Leiopicus medius)

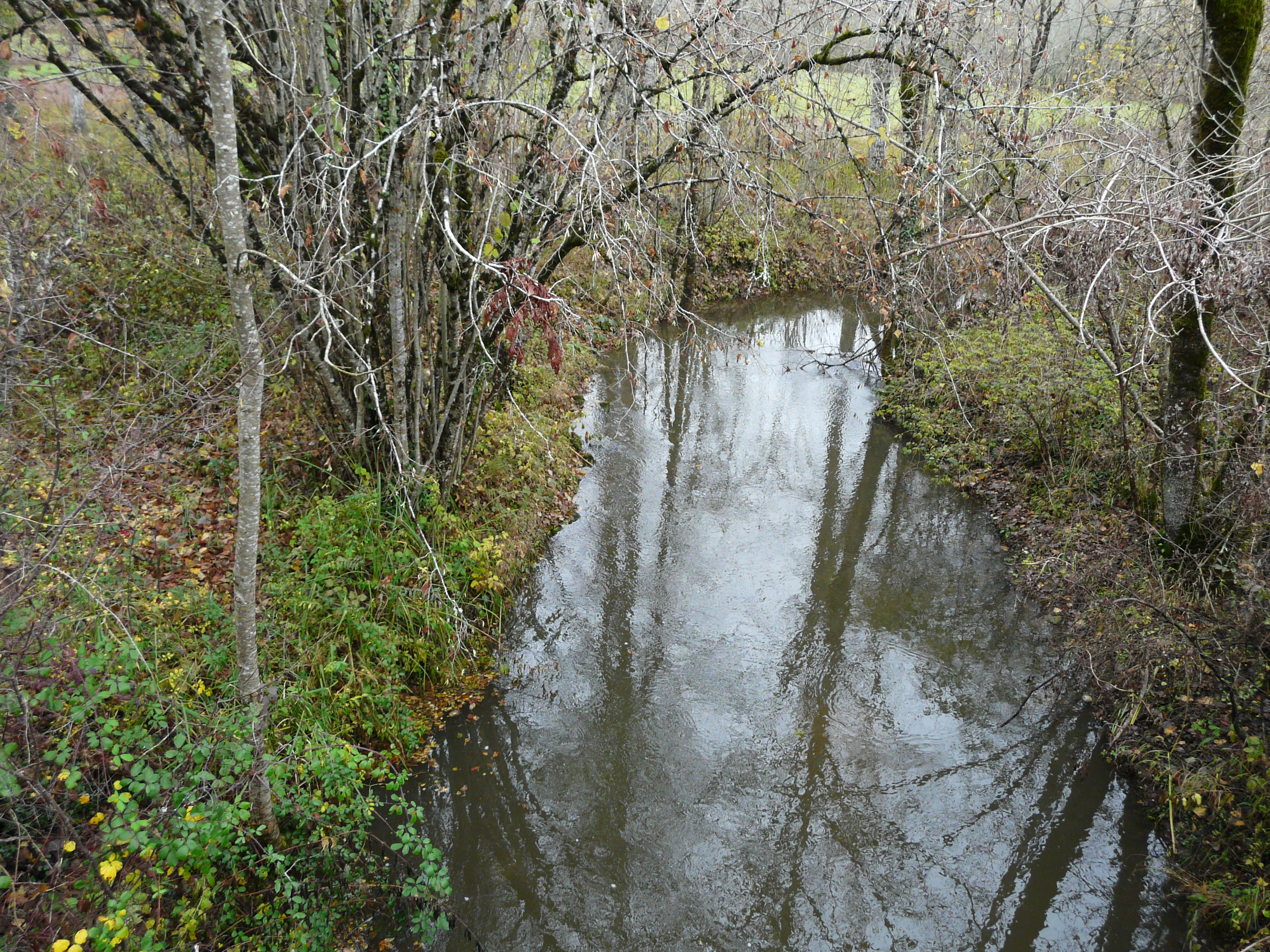
Der Boulou an der Westgrenze zu Paussac-et-Saint-Vivien

### Schutzgebiet des Typus 1
Ein Schutzgebiet des Typus 1 (Französisch ZNIEFF – zone naturelle d’interêt écologique, faunistique et floristique des Typus 1) besteht unter dem Titel Réseau hydrographique et coteaux du Boulou aval (Entwässerungsnetz und Hanglagen am talabwärtigen Boulou) im Westen der ehemaligen Gemeinde. Es folgt über einen Kilometer dem Boulou und seinem linken Seitenarm, dem Belaygue. Es zeichnet sich durch eine bedeutende faunistische Vielfalt aus und wird von 31 Taxa charakterisiert:
- die 10 Insektenarten Helm-Azurjungfer (Coenagrion mercuriale), Südlicher Kurzgeschwänzter Bläuling (Cupido alcetas), Quendel-Ameisenbläuling (Phengaris arion), Zweigestreifte Quelljungfer (Cordulegaster boltonii), Großer Feuerfalter (Lycaena dispar), Skabiosen-Scheckenfalter (Euphydryas aurinia), Gemeine Keiljungfer (Gomphus vulgatissimus), Fleckenbindiger Halsbock (Pachytodes erraticus), Große Zangenlibelle (Onychogomphus uncatus) und Kleiner Schillerfalter (Apatura ilia)
- 7 Säugetierarten (davon 4 Fledermausarten), hierunter Kleinfleck-Ginsterkatze (Genetta genetta), Fischotter (Lutra lutra) und Europäischer Nerz (Mustela lutreola) sowie die Fledermäuse Große Hufeisennase (Rhinolophus ferrumequinum), Großer Abendsegler (Nyctalus noctula), Kleine Hufeisennase (Rhinolophus hipposideros) und Bechsteinfledermaus (Myotis bechsteinii)
- die 7 Vogelarten Wasseramsel (Cinclus cinclus), Wanderfalke (Falco peregrinus), Waldohreule (Asio otus), Steinsperling (Petronia petronia), Mittelspecht (Leiopicus medius), Schwarzspecht (Dryocopus martius) und Hohltaube (Columba oenas)
- die 6 Amphibien Gemeine Geburtshelferkröte  (Alytes obstetricans), Grasfrosch (Rana temporaria), Westlicher Schlammtaucher (Pelodytes punctatus), Europäischer Laubfrosch (Hyla arborea), Gelbbauchunke (Bombina variegata) und Marmormolch (Triturus marmoratus)
- die Schildkrötenart Europäische Sumpfschildkröte (Emys orbicularis).

Charakteristisch sind außerdem die beiden Pflanzenarten Herbstzeitlose (Colchicum autumnale) und Schachblume (Fritillaria meleagris).
Daneben werden aber noch weitere zahlreiche Tier- und Pflanzenarten rezensiert, darunter 5 Amphibien, 5 Reptilien, 69 Vogelarten, 307 Insektenarten und 40 Pflanzenarten.

### Schutzgebiet des Typus 2
Das Schutzgebiet des Typus 1 bildet zusammen mit Réseau hydrographique et coteaux du Boulou amont (Entwässerungsnetz und Hanglagen am talaufwärtigen Boulou) Teil des wesentlich ausgedehnteren Schutzgebiets des Typus 2 mit dem Titel Vallée et coteaux du Boulou (Tal und Hanglagen am Boulou). Dieses Schutzgebiet des Typus 2 umfasst praktisch den gesamten Flusslauf des Boulous – von seiner Quelle bis 200 Meter vor seiner Mündung in die Dronne. Es zeichnet sich durch eine außergewöhnliche Vielfalt an Insektenarten aus – insbesondere an Schmetterlingen (Lepidoptera) und Libellen (Odonata).

## Geschichte
In Saint-Julien-de-Bourdeilles sind Spuren menschlicher Präsenz während des Paläolithikums und des Neolithikums vorhanden. Das Gemeindegebiet war sehr wahrscheinlich in der gallorömischen Epoche besiedelt. Die romanische Kirche Saint-Julien wurde im 12. Jahrhundert errichtet, jedoch stammt der erste schriftliche Nachweis von der Ortschaft Sanctus Julianus erst aus dem 13. Jahrhundert. Während des Mittelalters befand sich nördlich von Barneuil an der als Trou des Martres bezeichneten Stelle eine Grabstätte in einem Aven (Schachthöhle oder natürliche Spalte). Bei Moulin de Lafaye am Belaygue sind mittelalterliche Felsbehausungen (Schutzhöhlen oder Cluzeaux) und eine erweiterte Höhle erhalten.
Mit Wirkung vom 1. Januar 2016 wurde Saint-Julien-de-Bourdeilles mit der Nachbargemeinde Brantôme zur Commune nouvelle Brantôme en Périgord zusammengeschlossen und hatte dort den Status einer Commune déléguée.
Mit Wirkung vom 1. Januar 2019 wurde Brantôme en Périgord als Commune nouvelle aufgelöst und fortan unter der neu gegründeten, gleichnamigen Commune nouvelle Brantôme en Périgord mit weiteren fusionierten Gemeinden als Commune déléguée geführt. Saint-Julien-de-Bourdeilles verlor dadurch den Status einer Commune déléguée.

## Bevölkerungsentwicklung
| Bevölkerungsentwicklung | Bevölkerungsentwicklung | Bevölkerungsentwicklung |
| ----------------------- | ----------------------- | ----------------------- |
| Jahr                    | Einwohner               |                         |
| 1962                    | 123                     |                         |
| 1968                    | 121                     |                         |
| 1975                    | 110                     |                         |
| 1982                    | 113                     |                         |
| 1990                    | 109                     |                         |
| 1999                    | 105                     |                         |
| 2004                    | 107                     |                         |
| 2006                    | 107                     |                         |
| 2009                    | 84                      |                         |
| 2014                    | 86                      |                         |
| 2015                    | 85                      |                         |

Quelle: INSEE
Die Bevölkerungsentwicklung in Saint-Julien-de-Bourdeilles war seit 1962 generell rückläufig, mit einem sehr starken Einbruch nach 2006.

## Bürgermeister
Letzter Bürgermeister von Saint-Julien-de-Bourdeilles war von März 2014 bis Dezember 2015 der Landwirt und Versicherungsangestellte Gaston Chapeau. Delegierter Bürgermeister ist seit Mai 2020 Jean-François David.

## Sehenswürdigkeiten
- Kirche Saint-Julien aus dem 12. Jahrhundert

## Photogalerie

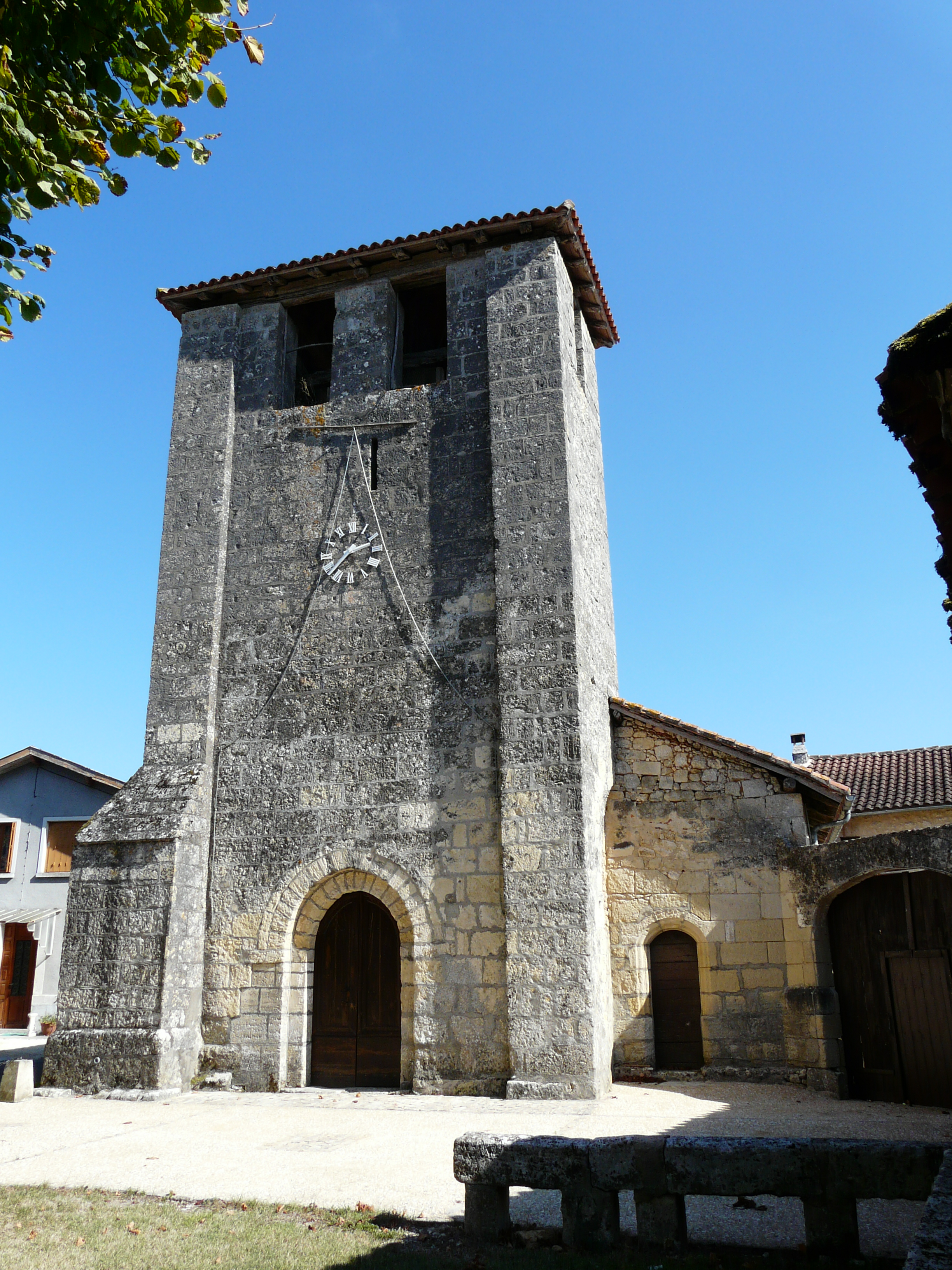
Kirche Saint-Julien
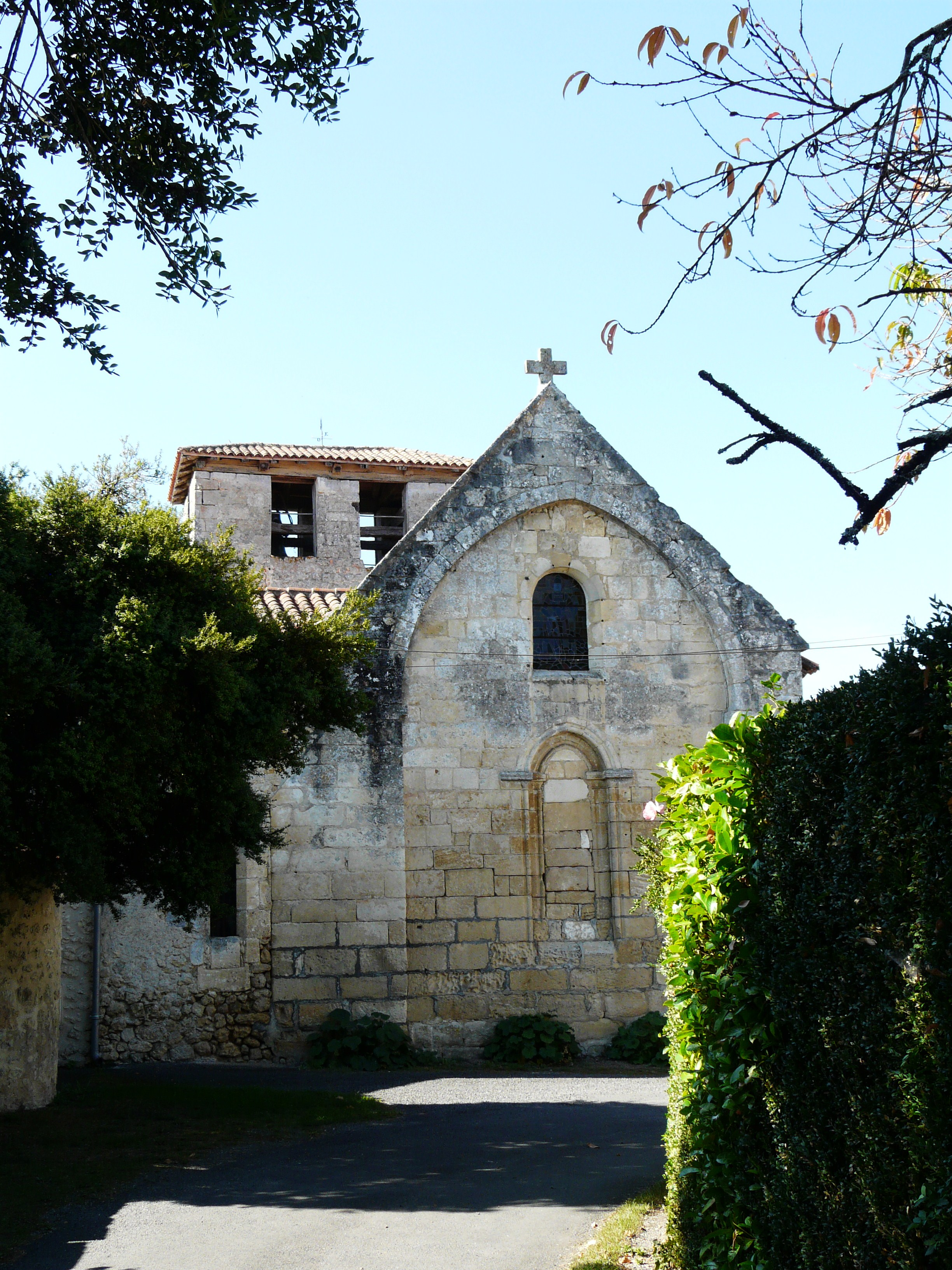
Chorseite der Ortskirche
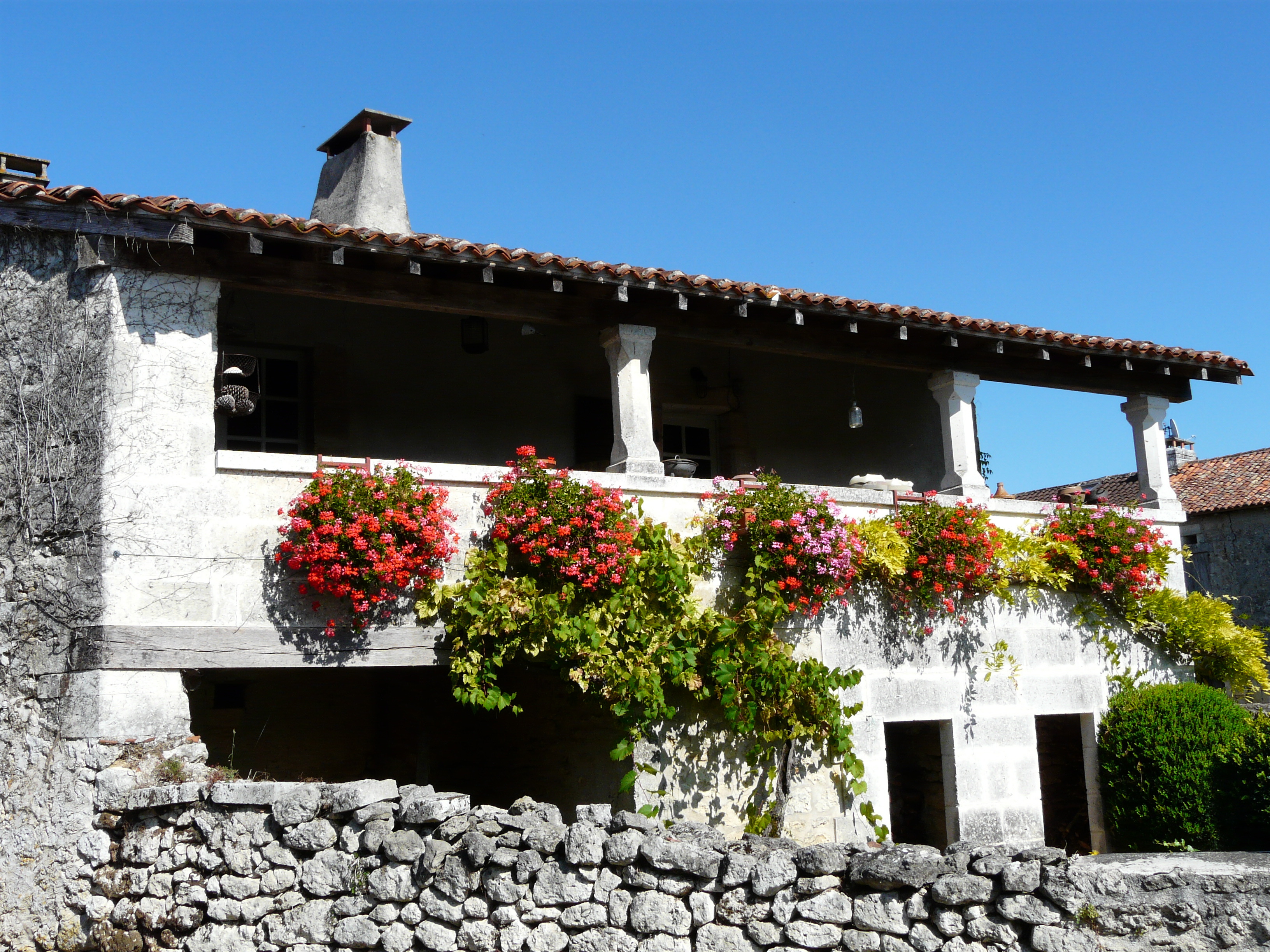
Blumengeschmücktes Haus im Ort
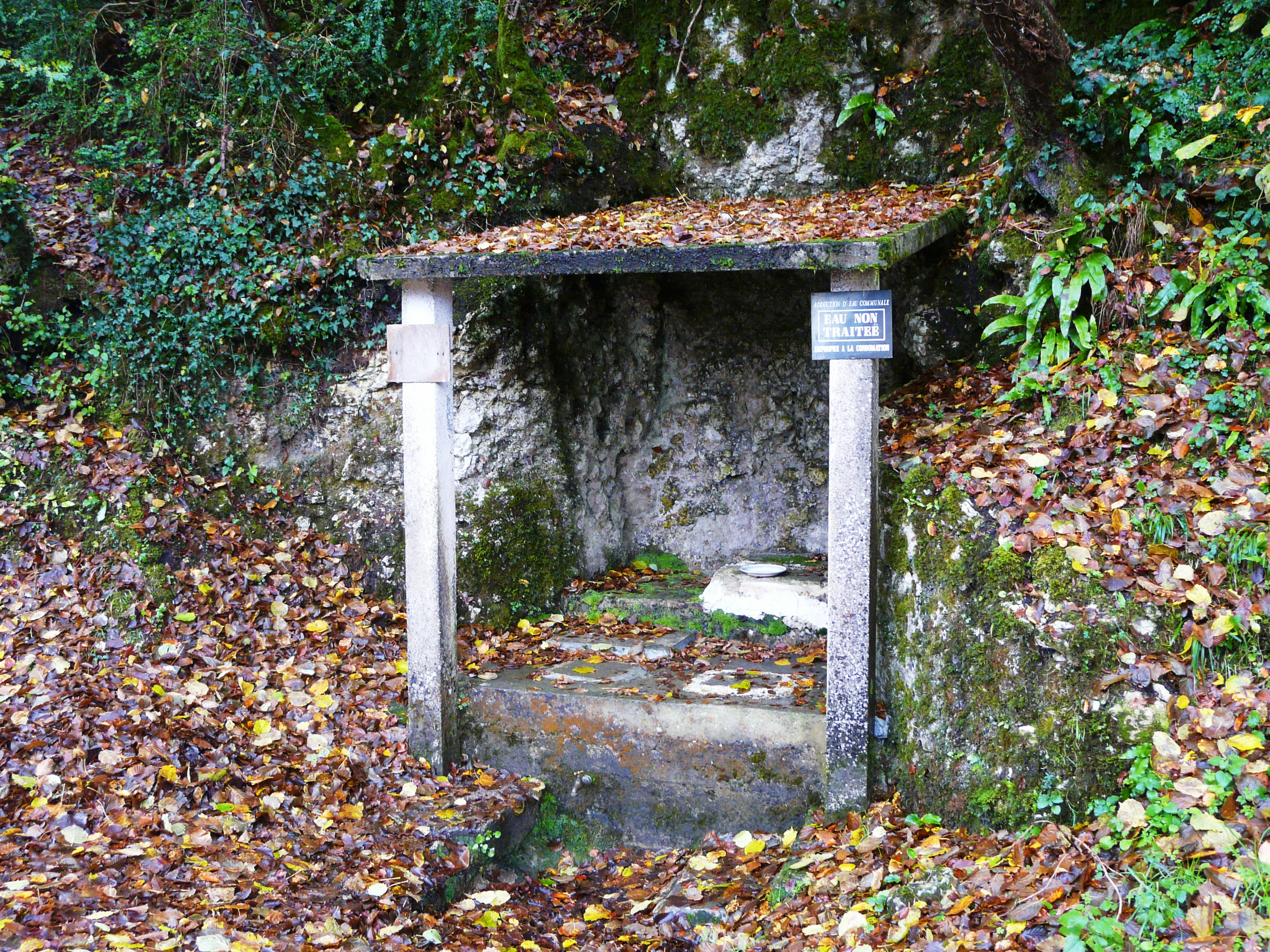
Quelle von Les Quatre Fonts